# 신갈 단층
신갈 단층(Singal Fault)은 한반도 경기 지괴 내 대한민국 경기도 연천군에서 서울특별시와 용인시, 수원시를 지나 평택까지 이어지는 연장 130 km, 남-북 주향의 주향 이동 단층이며, 추가령 단층대의 일부이다. 신갈 단층은 서울시 및 성남시 분당구 등을 통과하고 있으며 특히 용인시 기흥구에서 단층의 노두가 발견되었고 ESR 연대측정 결과 신생대 제4기에 활동한 것으로 드러났다.

## 신갈 단층의 자취
추가령 단층의 남쪽 연장인 신갈 단층은 연천군에서 남쪽으로 내려가 동두천시, 의정부시, 서울특별시의 도봉구, 노원구, 성북구, 강남구, 서초구 남부를 거쳐 성남시 수정구, 용인시 기흥구의 신갈동과 기흥저수지, 동탄신도시 등을 지나 평택시까지 이어진다.
단층은 연천군에서 평택시까지 남-북방향의 뚜렷한 선구조(lineament)로 나타나며, 이 선구조가 추가령 단층대에 속하는 주향 이동 단층임이 확인되었다. 서울 이남 지역은 대부분 도시화의 진행으로 노두 관찰이 어려우나 지반조사 결과 기흥저수지 지역에서 신갈 단층의 존재가 확인되었다.
서울시 남부에서 기흥구, 동탄동 부근까지의 이 단층선을 따라, 경부고속도로 및 수서고속철도의 율현터널이 지나간다.

### 기흥저수지
시추조사와 전기 비저항 탐사(Dipole-Dipole Array Geoelectric Survey) 및 탄성파탐사 결과, 시추코어에서 단층암이 나오고 뚜렷한 저비저항 이상대가 확인되었다. 최대 폭 300 m의 신갈 단층대는 주로 단층비지 및 단층각력으로 구성되며, 망상의 2차 균열이 단층대 안에 서로 평행하게 발달함이 확인되었다. 신갈 단층이 휘어지는 부분인 기흥저수지 지역에서 꽃 구조(flower structure)와 유사한 지질 구조의 발달 가능성이 있을 것으로 예측되었다. 그러나 단층의 노두는 확인되지 않았다.

## 지질도폭
수원 지질도폭(1972)에 의하면, 신갈 단층은 도폭 중앙에 해당하는 용인시 기흥구를 남-북으로 지나는 수직 단층으로, 선캄브리아기의 흑운모 편마암과 규장편마암 사이를 관통한다. 단층선이 통과하는 곳은 거의 계곡에 해당하여 대부분 충적층으로 덮여 있거나 도로가 개설되어 단층의 노두를 찾기 어려우나 기흥저수지 북방의 가부동에서 단층의 증거로 설정할 수 있는 단층 경계선을 찾을 수 있었다. 이곳에서는 흑운모 편마암과 규장편마암의 암상변화가 단층으로 추정되는 선형구조를 따라 비교적 뚜렷하게 달라진다.
수원 지질도폭(1972)에 의하면, 원천 단층은 오늘날 수원시 이의동(아랫방축, 윗방축)에서 신갈 단층으로부터 분절되고 수원시 원천동의 하천 원천리천과 단층선을 따라 황구지천과 함께 남남서행으로 진행된다. 이름이 없는 또 하나의 단층은 기흥구 보정동에서 신갈 단층으로부터 분리되어 남남동쪽으로 진행하여 용인시 기흥구 중동과 처인구 삼가동으로 이어진다.

## 단층의 노두
활성단층 보고서(2012)에 의하면 용인시 지점에서 120±10 ka 및 610±80 ka의 ESR 연대측정값이 보고되어 제4기(약 61, 12만년 전)에 신갈 단층이 활동했음을 지시한다.
다음은 활성단층 보고서(2012)와 여러 연구를 통해 보고된 추가령 단층대의 노두 위치와 ESR 연대측정값이다.
| 위치                            | 좌표                                                                         | 지질 | 주향     | 경사 | 성향 | ESR 연대측정값 | 비고 |
| ------------------------------- | ---------------------------------------------------------------------------- | ---- | -------- | ---- | ---- | -------------- | ---- |
| 용인시 기흥구 영덕동            | 북위 37° 16′ 10.96″ 동경 127° 5′ 53.87″ / 북위 37.2697111° 동경 127.0982972° |      | 북서 10° | 75°  | -    | 120±10 ka      |      |
| 용인시 기흥구 고매동 신갈저수지 | 북위 37° 14′ 25.25″ 동경 127° 5′ 41.26″ / 북위 37.2403472° 동경 127.0947944° |      | 북동 5°  | 60°  | -    | 610±80 ka      |      |

## 율현터널
수서고속철도의 율현터널은 수서역에서 동탄까지 약 30 km구간을 신갈 단층을 따라간다. 신갈 단층은 수서고속철도 노선과 거의 평행하게 위치하며 다수의 파생 단층이 노선과 교차하고 있다. 율현터널 구간의 단층대 중 단층토사 및 각력의 함량이 84~100%에 이르며 매우 불량한 암반상태를 보이는 구간도 있다. 신갈저수지 부근에서 탄성파 탐사 실시 결과 경사각 70~85°의 소규모 파생 단층이 다수 발견되었으며 신갈저수지 하상에서  전기 비저항 탐사(Dipole-Dipole Array Geoelectric Survey) 결과 남-북 방향으로 폭 15~30 m의 다수의 단층이 분포하는 것이 확인되었다.
2017년 이후 수서고속철도 상의 율현터널에서 궤도가 뒤틀리는 등의 문제가 발생하였다. 원인은 신갈 단층의 영향으로 지반이 불안정한 것으로 추정된다. 그 정도가 가장 심한 곳은 경부고속도로 기흥휴게소 부근으로 바로 옆 기흥저수지를 신갈 단층이 지나간다.

## 같이 보기
- 한국의 단층
  - 추가령 단층
  - 왕숙천 단층
  - 포천 단층
  - 인제 단층
  - 금왕 단층
  - 공주 단층
  - 당진 단층
  - 양산 단층
- 한국의 지질
  - 서울특별시의 지질
  - 성남시의 지질
  - 수원시의 지질
- 한국의 지진
- ESR 연대측정법